# Althepus incognitus
Althepus incognitus is een spinnensoort uit de familie Psilodercidae. De soort komt voor in India.